# Jeffrey Walsh
Jeffrey Joseph Walsh (ur. 29 listopada 1965 w Scranton) – amerykański duchowny katolicki, biskup diecezjalny Gaylord od 2022.

## Życiorys

### Prezbiterat
Święcenia kapłańskie otrzymał 25 czerwca 1994 i został inkardynowany do diecezji Scranton. Pracował głównie jako duszpasterz parafialny, był także m.in. wikariuszem biskupim dla wschodniej części diecezji, ojcem duchownym seminarium w Dalton oraz wikariuszem biskupim ds. duchowieństwa.

### Episkopat
21 grudnia 2021 papież Franciszek mianował go biskupem diecezjalnym Gaylord. Sakry udzielił mu 4 marca 2022 metropolita Detroit – arcybiskup Allen Vigneron.